# Дікмен Вадісі
Дікмен Вадісі (тур. Dikmen Vadisi, дос. «Долина Дікмен») — популярне місце для відпочинку та пікніків в Анкарі, Туреччина.

## Географія
Це пересохле русло струмка у кварталі Дікмен у районі Чанкая Анкарське ільче (район). Долина орієнтована з півночі на схід між районами Дікмен та Айранджі. Вулиця Дікмен проходить на заході, а вулиця Хошдере — на сході долини. Там є два високі шляхопроводи.

## Історія
Колись долина була селом, віддаленим від центру міста. Населення Анкари швидко зростало, і до 1970-х років навколо долини з'явилися сучасні райони. Починаючи з 1990-х років, муніципалітет Анкари вирішив створити на території долини зону відпочинку. Селяни та муніципалітет узгодили план виселення звідти. Облаштування зони муніципалітет розпочав у три етапи: перший етап був завершений 13 вересня 1996 року, другий — у 2002 році, а третій — у 2009 році.

## Зона відпочинку
Загальна площа — 70,7 гектара. На ній розташовані 68 магазинів і кав'ярень, два басейни, два спортивних центри, а також 3 кілометрова стежка. Тут також є оглядова тераса, скеледром, дитяче селище і мечеть. Вхід вільний.

## Галерея

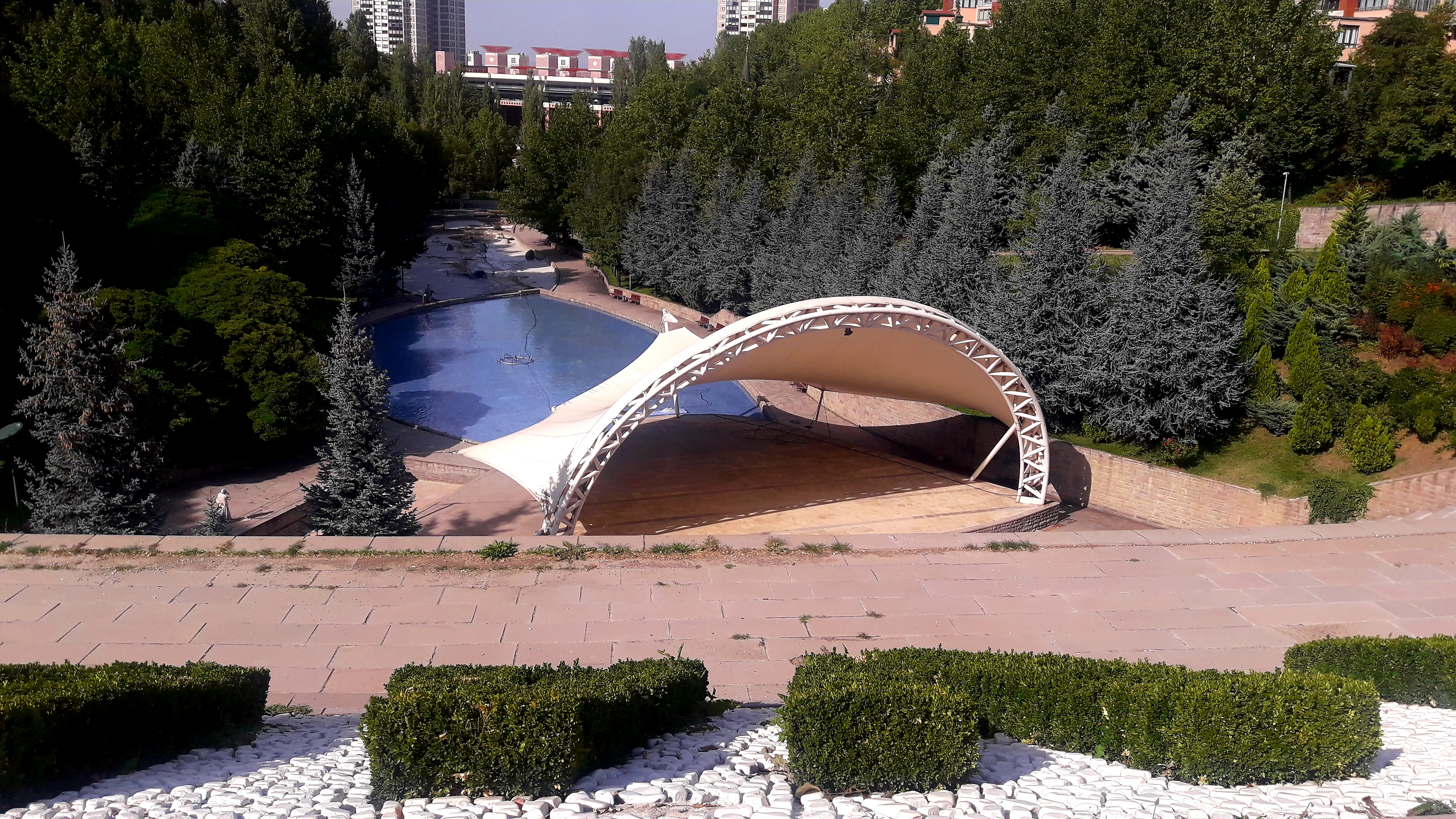
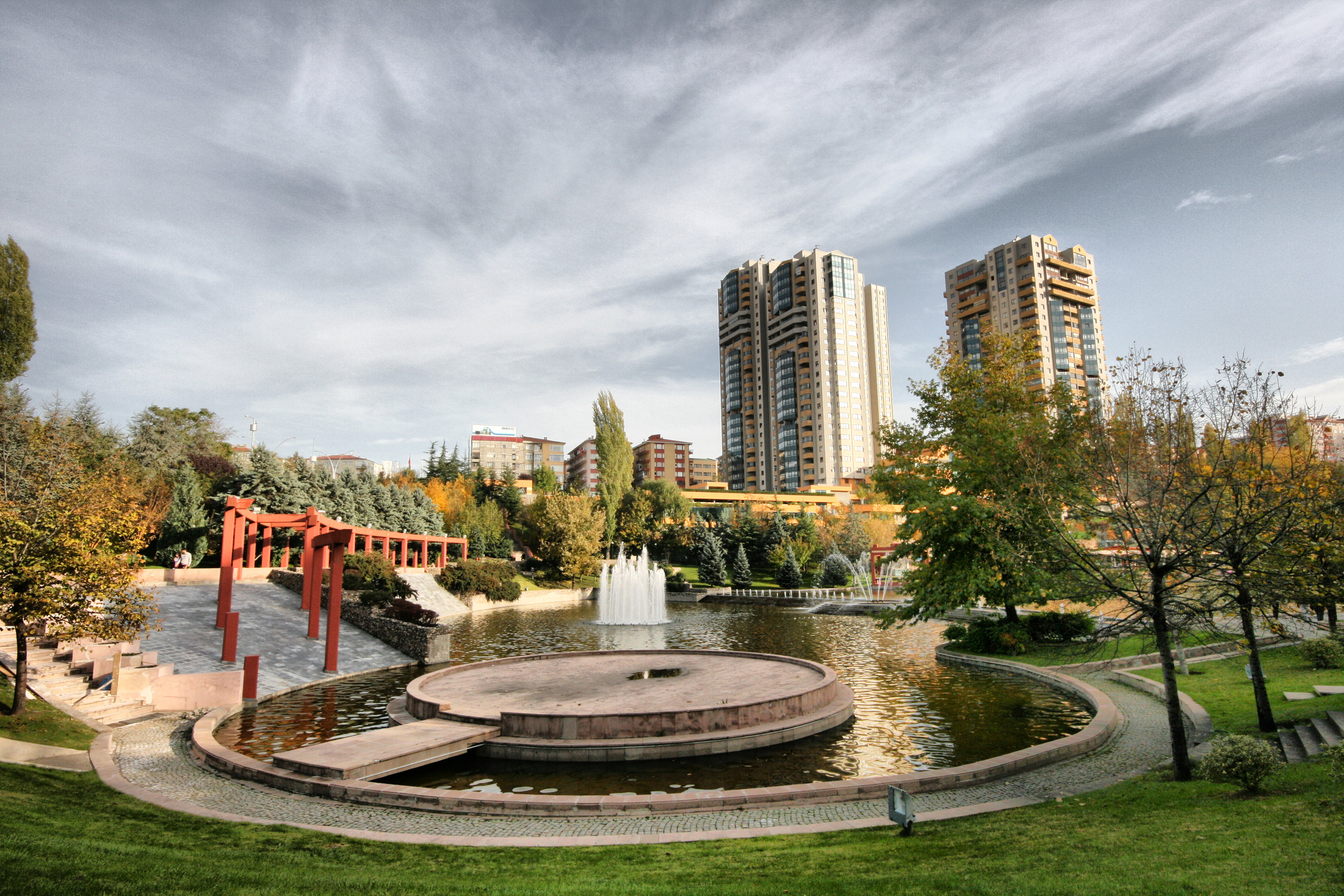
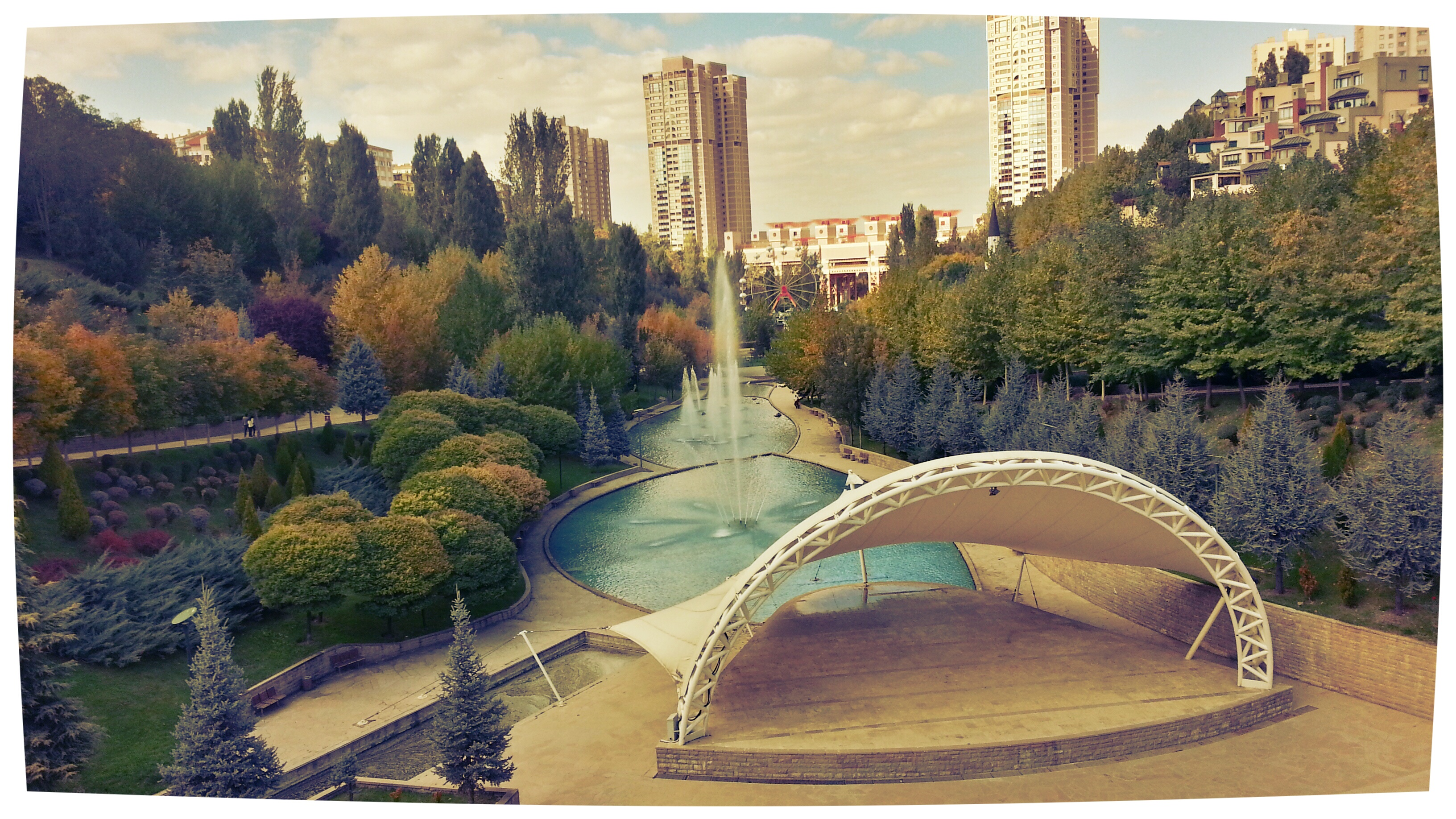
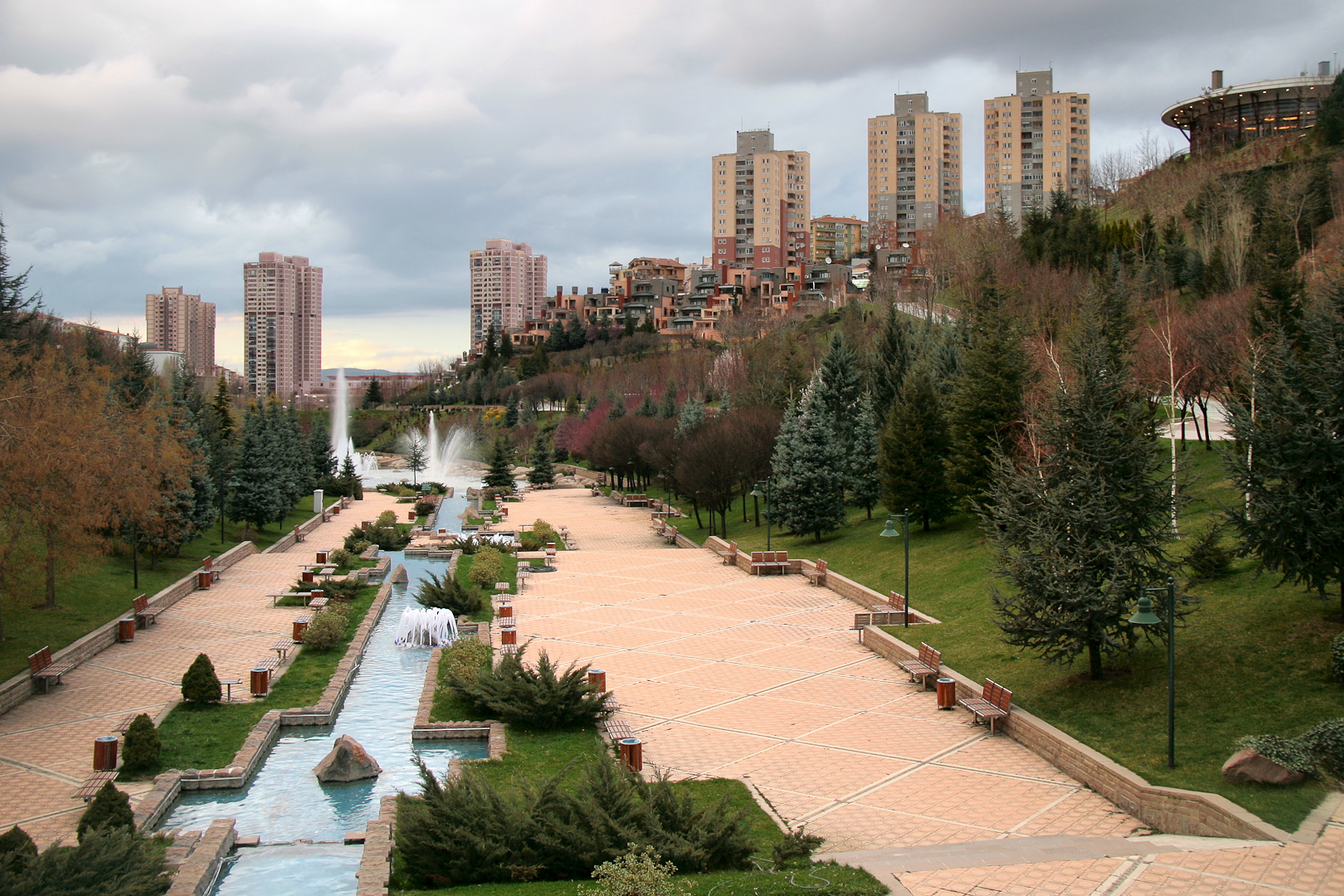
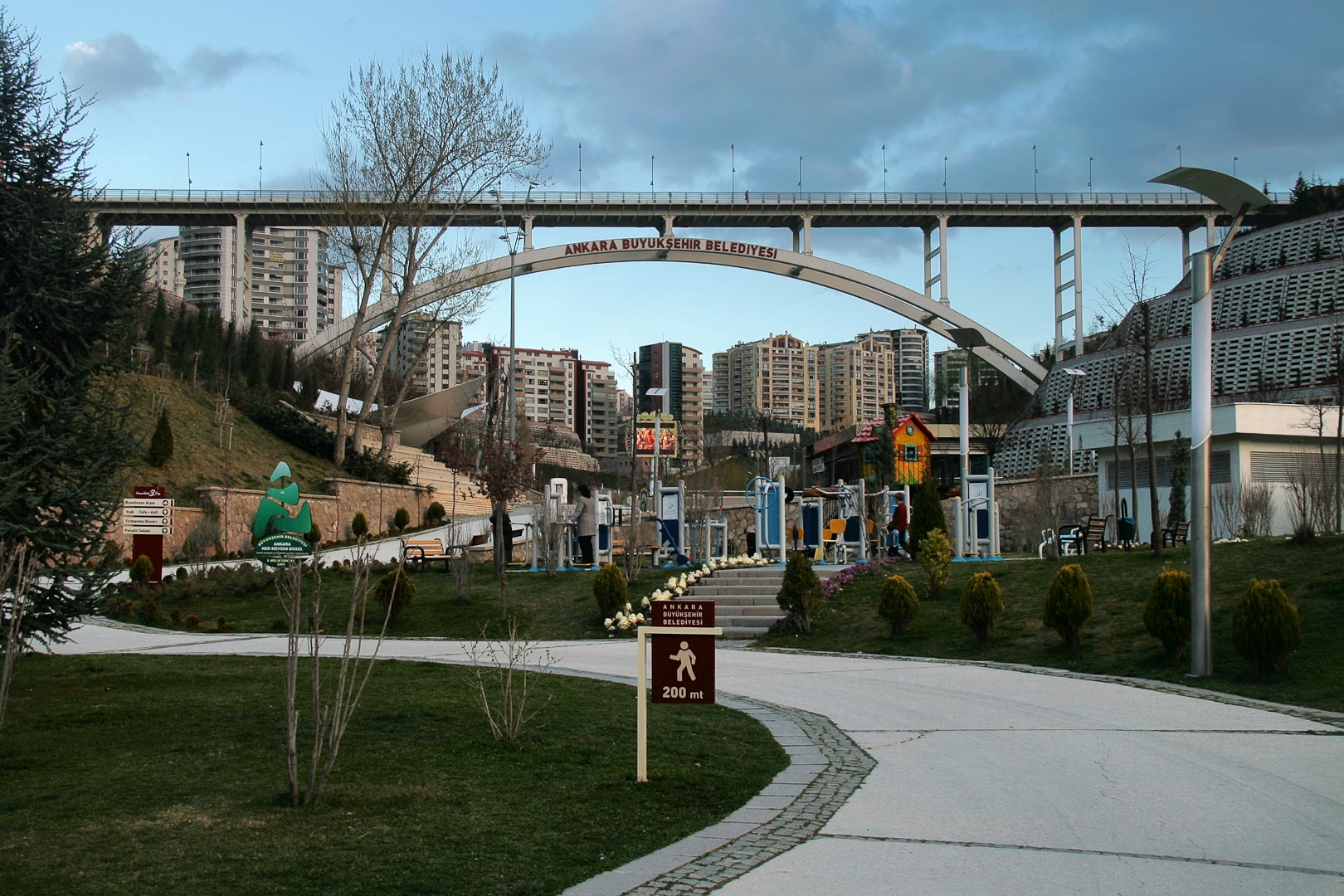
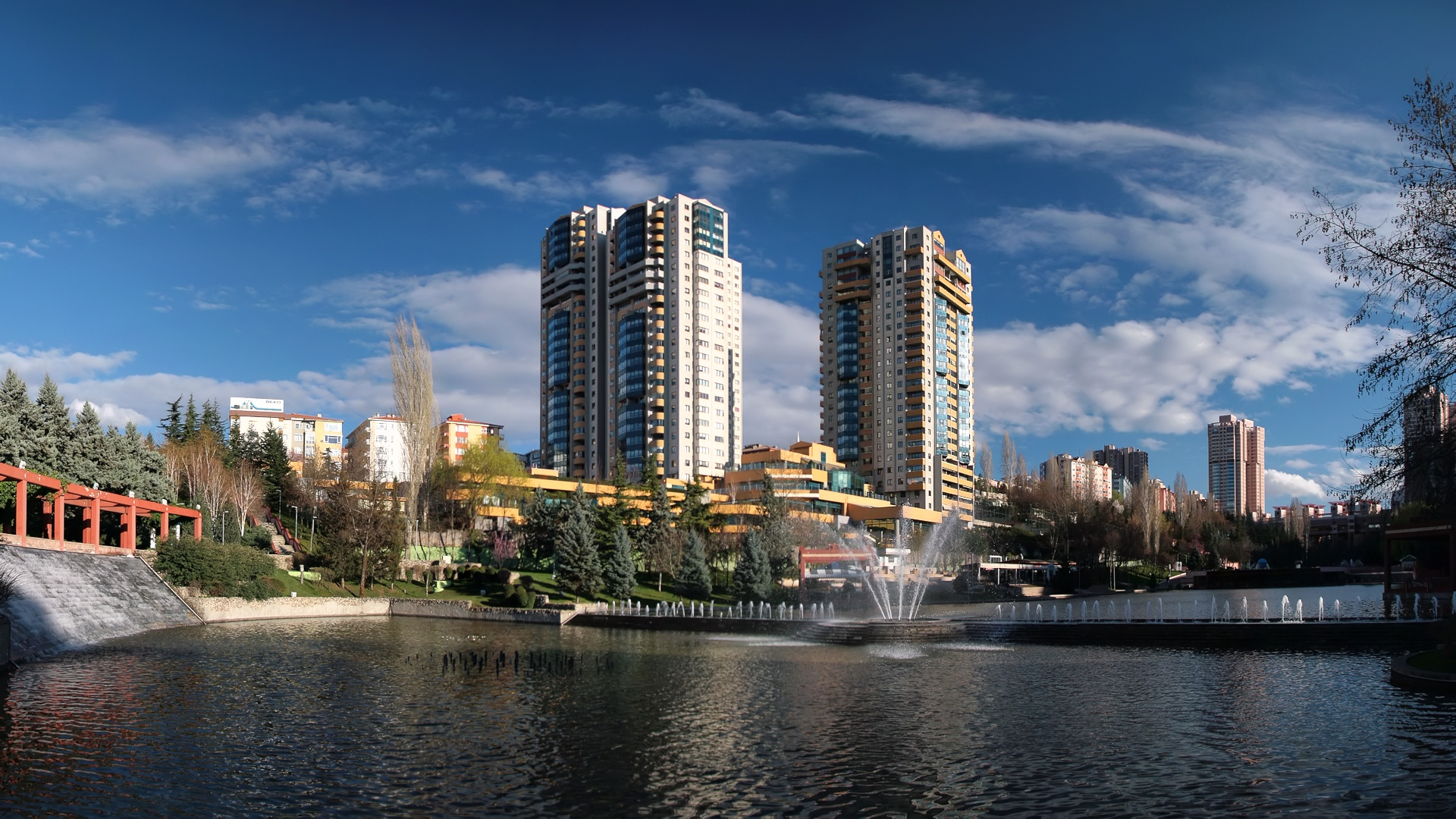
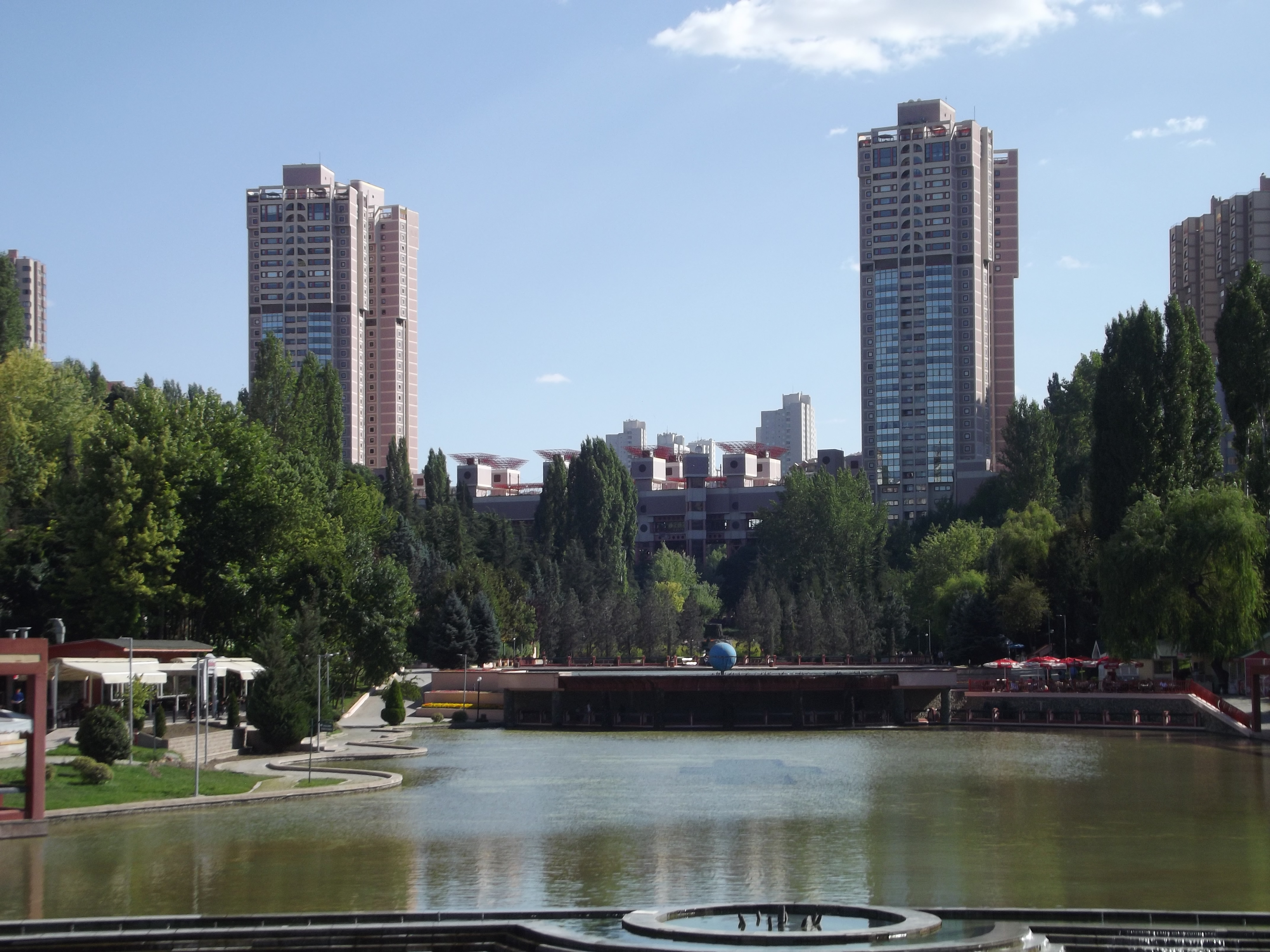
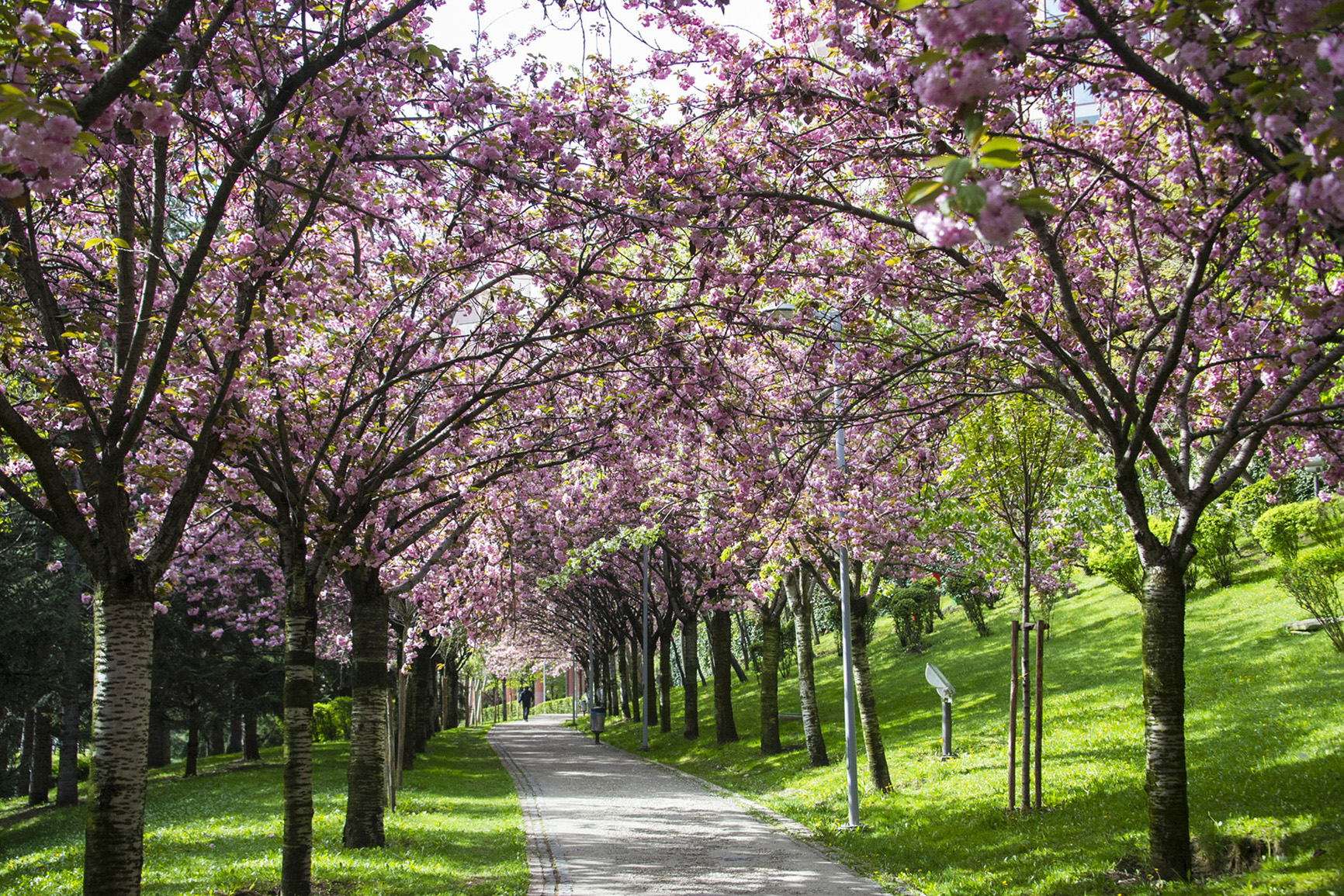